# 田文惠
田文惠（1942年—），河北深县人，中国女子篮球运动员，曾代表贵州省队、中国青年国家队和中国国家队参加比赛。1974年退役，之后进入国家体委机关工作。1999年被评为新中国篮球50杰。